# Procapperia linariae
Procapperia linariae is een vlinder uit de familie vedermotten (Pterophoridae). De wetenschappelijke naam is voor het eerst geldig gepubliceerd in 1922 door Chretien.
De soort komt voor in Europa.